# UeBB CZm 1/2
UeBB CZm 1/2 – szwajcarski wagon parowy wyprodukowany w 1902 roku dla kolei szwajcarskich. Wagon parowy jest czynnym eksponatem zabytkowym w Szwajcarii.